# UTC−09:00

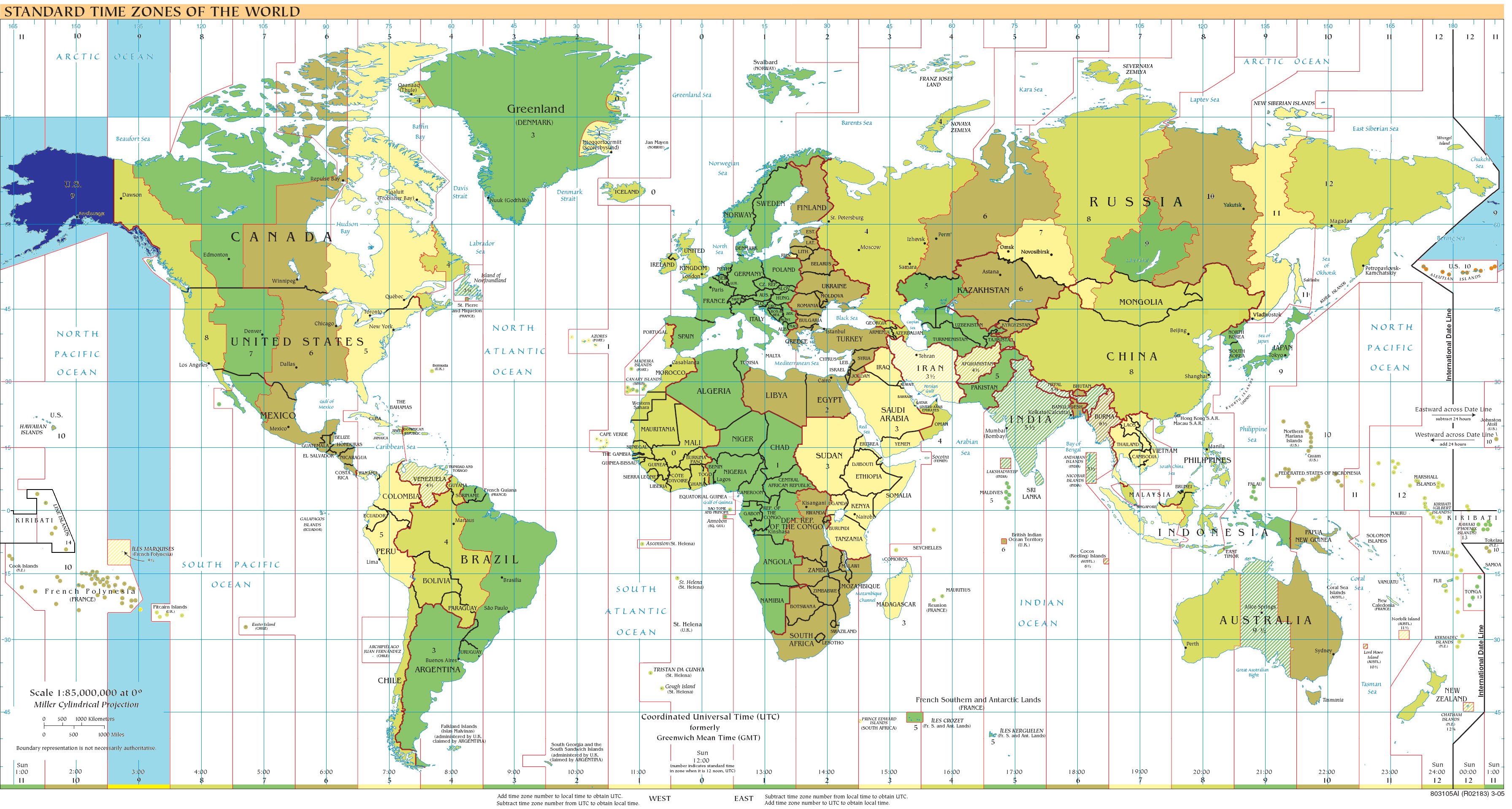
UTC–9-et használó területek:

Az UTC–09:00 egy időeltolódás, amely kilenc órával van hátrább az egyezményes koordinált világidőnél (UTC).

## Alap időzónaként használó területek (az északi félteke telein)

### Észak-Amerika
- Egyesült Államok
  -  Alaszka  (kivéve az Aleut-szigetek ny. h. 169° 30'-tól nyugatra)

## Alap időzónaként használó területek (egész évben)

### Óceánia
- Franciaország
  -  Francia Polinézia
    - Gambier-szigetek (kivéve Acteon szigetcsoport)

## Nyári időszámítás alatt használó területek (az északi félteke nyarain)

### Észak-Amerika
- Egyesült Államok
  - Aleut-szigetek (ny. h. 169° 30'-tól nyugatra)
    -       - Andreanof-szigetek
      - Négy vulkán-sziget
      - Patkány-szigetek
      - Near-szigetek

## Időzónák ebben az időeltolódásban
| Időzóna neve angolul          | Időzóna neve magyarul              | Időzóna rövidítése |
| ----------------------------- | ---------------------------------- | ------------------ |
| Hawaii-Aleutian Daylight Time | Hawaii-aleuti nyári idő            | HADT               |
| Alaska Standard Time          | Alaszkai téli idő                  | AKST               |
| Gambier Time                  | Gambieri idő Gambier-szigeteki idő | GAMT               |
| Victor Time Zone[a]           | -                                  | V                  |

## Megjegyzés
↑ a:  Katonai időzóna.

## Fordítás
Ez a szócikk részben vagy egészben  az   UTC−09:00 című angol Wikipédia-szócikk ezen változatának fordításán alapul.  Az eredeti cikk szerkesztőit annak laptörténete sorolja fel. Ez a jelzés csupán a megfogalmazás eredetét és a szerzői jogokat jelzi, nem szolgál a cikkben szereplő információk forrásmegjelöléseként.